# Magic Weekend

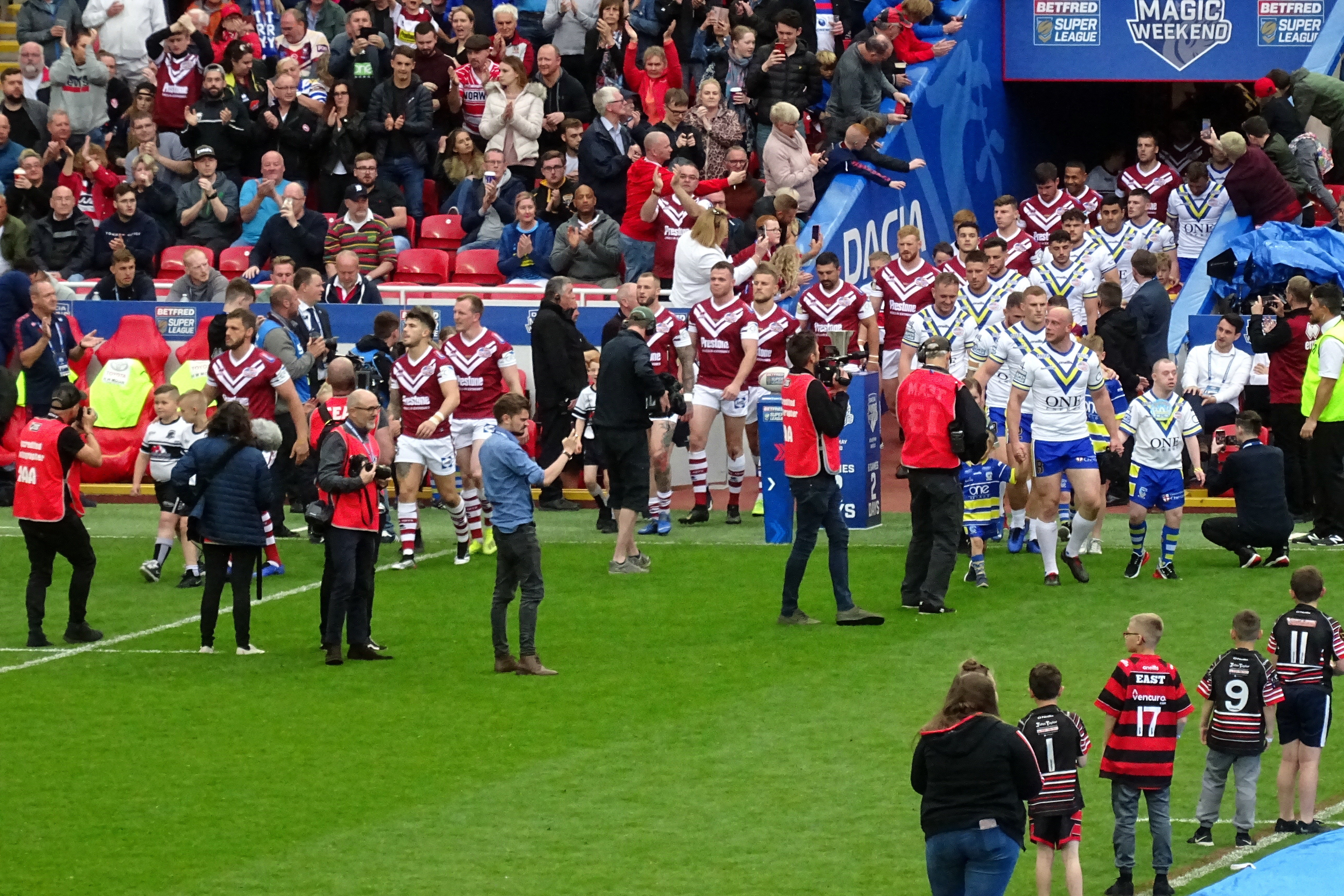
Le Magic Weekend de 2019.

Le Magic Weekend (connu initialement sous le nom du Dacia Magic Weekend au Royaume-Uni pour des questions de sponsoring) est un événement annuel organisé par la Rugby Football League, au cours duquel les matches d'une journée complète de Super League, sont disputés le temps d'un week-end, sur un seul stade afin de promouvoir le rugby à XIII.
Le premier a eu lieu au Millennium Stadium de Cardiff en 2007, et les suivants ont eu lieu au Murrayfield Stadium d'Edimbourg ; sur l'Etihad Stadium à Manchester ; puis au St James' Park à Newcastle.
Par extension, il désigne tout événement consistant à organiser durant le même week-end au moins deux matches de rugby à XIII de la même compétition (double header en anglais si seulement deux matches sont organisés) sur le même stade, généralement l'intégralité d'une journée de championnat ou d'un tour de coupe.

## Concept
Le premier Magic Weekend est confirmé en septembre 2006 pour le week-end du 5 et 6 mai 2007. Richard Lewis, président de la RFL, justifie le choix de l'organiser au pays de Galles pour développer le sport dans ce pays, ainsi que pour des raisons financières. Mais le projet  a également eu pour conséquence de réduire la Super League d'une journée, ce qui a pu entrainer des critiques sur le fait que cela soumettait les joueurs à trop de pression.
L'événement est financé et promu par l'office du tourisme gallois qui a cherché ainsi à se positionner pour l'organisation de la finale de la Challenge Cup, qui a eu lieu à Cardiff entre 2003 et 2005, en raison de la reconstruction du stade de Wembley. Après le succès du premier Magic Week end en 2007, l'évènement est devenu annuel et incontournable dans le calendrier du championnat. L'événement a été déplacé vers le Murrayfield Stadium à Édimbourg en 2009 à la suite d'une offre de VisitScotland, et a rebaptisé Murrayfield Magic, avant de redevenir simplement le Magic Weekend.

## Extension du concept en France
L’idée a été reprise par la fédération française de rugby à XIII qui, dès la saison 2016-2017, propose aux spectateurs de voir plusieurs matches du championnat de France sur le même stade, le temps d'un week-end. Il se déroule au stade Albert-Domec de Carcassonne et réunit les 10 équipes d'Élite 1, dans le cadre d'une journée du championnat. En 2018, il présente une première « administrative » : en effet, les délégués fédéraux sont trois femmes.
À noter que le report du Magic Week end en 2021 à cause de la Covid 19 a eu une conséquence inattendue. La Fédération avait prévu de le faire diffuser par la chaine Via Occitanie. À la place, cinq rencontres du championnat classiques ont été diffusées ce qui a entrainé des frais de production multipliés par cinq et la consommation précoce de l'enveloppe  allouée à la diffusion des matchs à la télévision.

## Le «Magic Round» en Australie
En 2019, l'idée est reprise par la NRL pour son championnat de rugby à XIII de première division.
La première édition est organisée en 2019 sous le nom de « Magic Round », la deuxième en 2021, toutes deux à Brisbane.